# Carlo Cairoli
Carlo Cairoli (Pavia, 30 maggio 1777 – Gropello Lomellino, 9 aprile 1849) è stato un medico e chirurgo italiano, padre dei cinque fratelli Cairoli eroi risorgimentali.

## Biografia

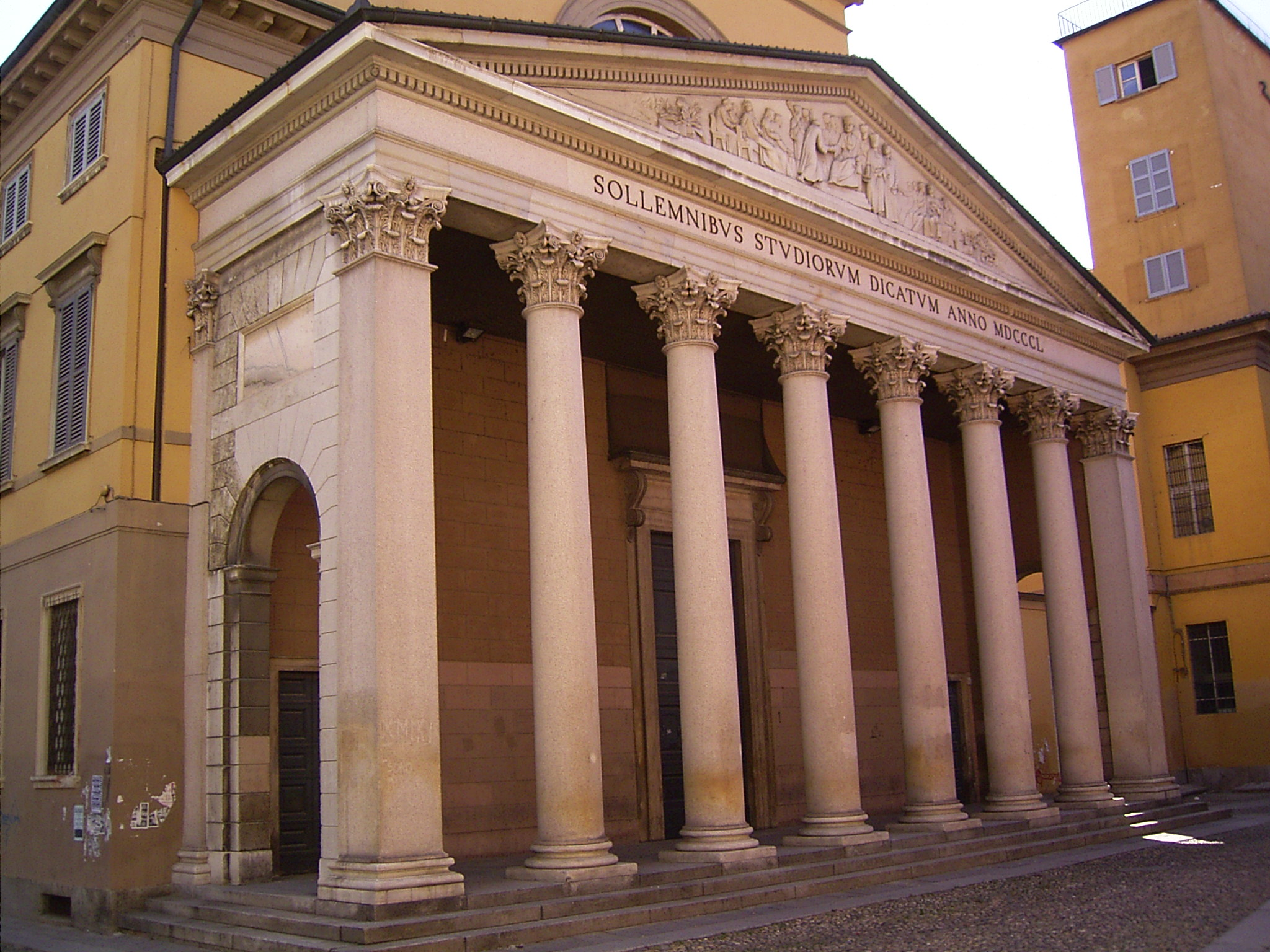
L’Università di Pavia

Carlo Cairoli nacque da Giovanni e Cristina Rognoni. Nonostante le origini assai umili, arrivò a frequentare la facoltà di Medicina e Chirurgia presso l'Università di Pavia dove seguì gli insegnamenti di Antonio Scarpa rimanendogli fedele fino alla morte del luminare nel 1832. Conseguita la laurea, fece una brillante carriera che lo portò in poco tempo a ricoprire la cattedra universitaria, divenendo in seguito preside della facoltà e rettore dell'Università pavese. Ricevette inoltre l'incarico di chirurgo presso la scuola Militare di Pavia, che si trovava presso il Collegio Ghislieri e che era stata istituita da Napoleone Bonaparte. Il benessere finanziario raggiunto da Cairoli – assieme all'acquisito prestigio sociale – gli permise di diventare un agiato possidente attraverso l'acquisto di terreni coltivabili nella zona della Lomellina.
Nel 1806 sposò Rosa Ranzini dalla quale ebbe due figli: Giovanni (1807- 15 settembre 1831) laureato in medicina il 20 agosto 1823 e Maddalena Carolina (1810 -  15 agosto 1829) moglie del dottor Bartolomeo Panizza (1828).
Rimasto vedovo, nel 1821 ricevette la richiesta della nobildonna Francesca Pizzi affinché si incaricasse di curare da una malattia di origine nervosa la giovane figlia Adelaide Bono, che per seguire le opportune terapie trascorse un periodo di tempo presso la clinica ricavata da un'ala della dimora di Cairoli a Pavia. Nonostante la ferma contrarietà della madre, Adelaide Bono decise di sposare il medico, di ventotto anni più grande di lei, e il matrimonio fu celebrato il 20 maggio 1824, quando la sposa era appena diciottenne. La donna manifestò sempre sentimenti di grande devozione nei confronti del marito e si occupò personalmente di educare alla cultura e alle idee patriottiche i figli che i Cairoli ebbero: Benedetto, Rachele, Emilia, Ernesto, Luigi, Enrico, Giovanni e Carolina, morta in tenerissima età; per la formazione ricevuta, i cinque ragazzi parteciparono attivamente alle vicende legate al Risorgimento, distinguendosi per l'eroico ardore.
Nel 1848, a riprova della reputazione guadagnata, Carlo Cairoli fu acclamato al ruolo di primo cittadino della città, un anno prima della sua morte che sopravvenne a Gropello nell'aprile del 1849. La prosperità raggiunta è testimoniata dal suo ragguardevole lascito ereditario, consistente in vaste proprietà terriere e immobiliari che in parte vennero vendute per sanare una situazione debitoria.